# Давыдов, Борис Эммануилович
Борис Эммануилович Давыдов (12.05.1922 — 06.05.1996) — советский учёный в области химии полимеров и нефтехимии, лауреат Ленинской премии.
Родился 12.05.1922 в Москве.
С 15.09.1941 по 21.12.1945 на военной службе, старший лейтенант, начальник химической службы 930 отдельного батальона связи 299-й стрелковой дивизии 48-го стрелкового корпуса.
Награждён орденом Отечественной войны II степени (06.04.1985), медалями «За боевые заслуги» (15.04.1945), «За оборону Сталинграда» (22.12.1942), «За победу над Германией в Великой Отечественной войне 1941—1945 гг.» (09.05.1945).
Работал в Институте нефти АН СССР.
В 1955 году защитил кандидатскую диссертацию:
- Зависимость молекулярно-поверхностных и поляризационных свойств смолистых веществ нефтей от их химической природы : диссертация … кандидата химических наук : 02.00.00. — Москва, 1955. — 198 с. : ил.

С 1958 года в Институте нефтехимического синтеза (Лаборатория химии полисопряженных систем).
В 1966 году защитил докторскую диссертацию:
- Некоторые химические особенности и полупроводниковые свойства полисопряженных систем : диссертация … доктора химических наук : 02.00.00. — Москва, 1965. — 464 с. : ил.

Лауреат Ленинской премии 1962 года (закрытым постановлением) — за участие в создании полимеров со специальными свойствами (для применения в радиолокации).
Сочинения:
- Химия полисопряженных систем / А. А. Берлин, М. А. Гейдерих, Б. Э. Давыдов, В. А. Каргин, Г. П. Карпачева, Б. А. Кренцель, Г. В. Хутарева. — М.: Химия, 1972. — 272 с.
- О современном состоянии исследований органических полупроводников / А. Н. Фрумкин, Б. Э. Давыдов. — М.: Наука, 1984. −261 с.